# Hardtmuthova vila
Hardtmuthova vila v Českých Budějovicích byla postavena na začátku 20. století v novobarokním stylu jako sídlo majitele továrny Koh-i-noor Hardtmuth (tehdy L.&C. Hardtmuth) Franze von Hardtmutha a jeho manželky Anny. do roku 1988 a opět od prosince 2022 je chráněnou kulturní památkou.

## Historie
Vilu si nechal v roce 1911 postavit podnikatel a majitel tužkárny Franz von Hardtmuth, pravděpodobně od stavitele Johanna Stepana podle projektu architekta Arnolda Goldbergera. Venkovní sochářská výzdoba je od Edwina Schopenhauera.
Někdy mezi lety 1950 až 1975 došlo k rozšíření Lidické třídy, čímž se východní lipová alej původně patřící do zahrady Hardtmuthovy vily dostala mimo její pozemek mezi ulici a chodník. Od roku 1979 slouží vila jako dům dětí a mládeže. V roce 1996 byla celá jižní lipová alej zahrady vykácena kvůli obavám o bezpečnost.

## Exteriér
Vila je patrová s mansardovou střechou, postavena na půdorysu ve tvaru písmene „L“. Je situována na východ směrem do Lidické třídy osově souměrným hlavním průčelím s vyvýšenou terasou, na kterou vede dvouramenné schodiště. Pod hlavním průčelím se nachází fontána. Směrem na jih vystupuje z půdorysu stavby přízemní zimní zahrada, jejím protipólem k severu je vysunutý krytý kočárový příjezd, před kterým stojí bronzová romantická plastika jelena. V jihozápadním rohu se mezi křídly vily nachází druhá prostornější terasa ohrazená balustrádou, která sloužila jako rosarium. Na západní straně není vila obklopena vzrostlými stromy jako z ostatních stran, ale pouze několika samostatně stojícími keři. Balkony a terasy vily zdobí cementové kuželkové zábradlí a vázy. 

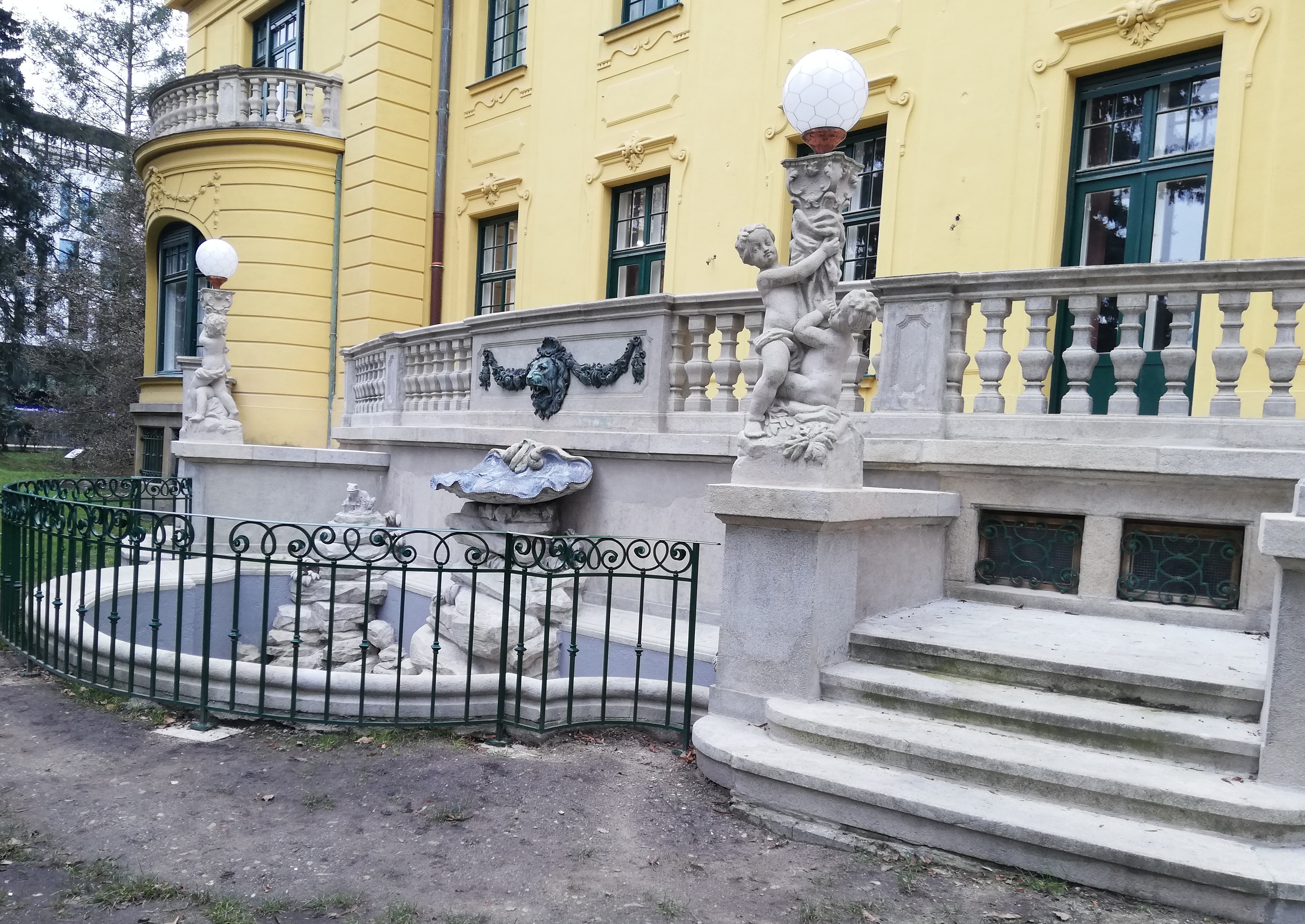
Sochařská výzdoba exteriéru vily (východní strana)
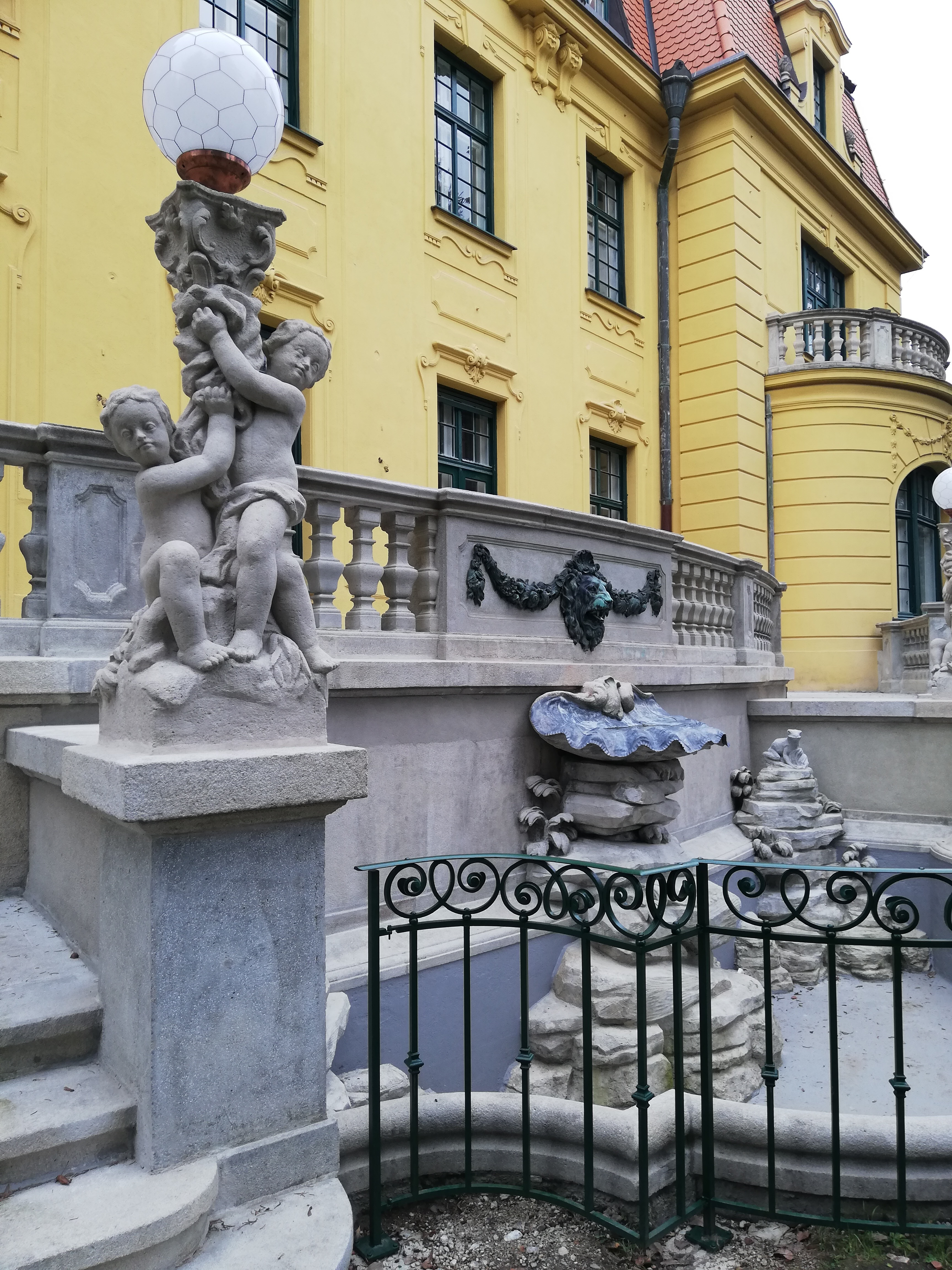
Sochařská výzdoba exteriéru vily (detail)

## Interiér

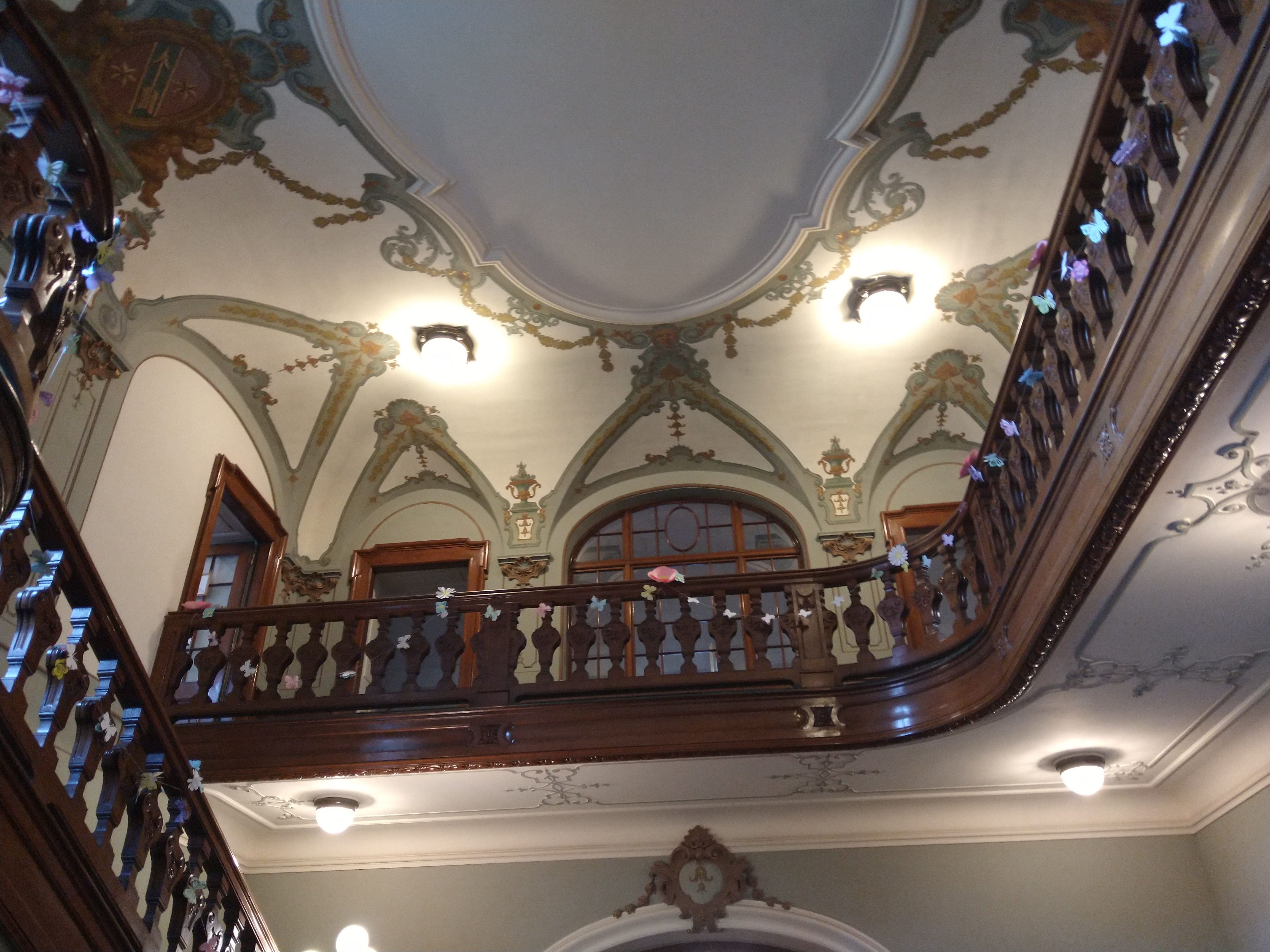
strop a ochozy v hale

Podoba interiérů přízemí se plně podřizuje reprezentační funkci. Zejména v přízemí se dochovalo mnohé z původní výzdoby. Barokizující mramorové krby, štukové stropy pojednané v novobarokním či novorokokovém duchu, tapety, dřevěná obložení stěn, to vše dovoluje udělat si alespoň nepatrnou představu o bytové kultuře nejvyšších vrstev společnosti na sklonku rakousko-uherské monarchie.